# Poussière (film)
Pour les articles homonymes, voir Poussière (homonymie).
Pour plus de détails, voir Fiche technique et Distribution.
 Poussière  (en russe : Пыль, Pyl) est  un film russe d'art et d'essai de Sergueï Loban, sorti sur écran en Russie en 2005.
La production est due à une association créative pour un « art libre et gratuit » dénommée SVOI2000.
Le film Poussière prend comme sujet l'agitation et la vanité dans laquelle les hommes sont immergés. Et encore le nombre d'idées fausses dont leur tête est remplie ; la pollution des esprits. C'est comme des poussières que les hommes sont considérés par les scientifiques, plus au courant que les autres, selon leur avis personnel, de la structure de l'univers . 
Le genre du film peut être classé comme du réalisme fantastique, ou encore un drame existentiel auquel des éléments de cinéma fantastique ont été ajoutés. Il peut encore être classé comme un faux-documentaire.  

## Synopsis
Le personnage principal du film, Alexeï, est un garçon passif, au corps grassouillet et au caractère mou, qui vit sous la supervision de sa grand-mère. Il exerce un travail monotone dans une entreprise de l'État : Zao Progress. Son mode de vie est végétatif, il ne recherche rien, ne souhaite rien, ne s'intéresse à rien. C'est un raté à l'intellect peu développé et sans grande mémoire. Il passe son temps à coller des pièces de modèles réduits d'avions en plastique. Il n'a pas de parents, sauf sa grand-mère, sans que l'on sache pourquoi. Il vit seul avec cette grand-mère, une vieille femme qui ne l'aime pas vraiment mais qui le suit tout le temps, le nourrit, achète ses vêtements de seconde-main avec lui, lui fait la leçon. La grand-mère semble être membre des Témoins de Jéhovah, mais exhorte parfois Madonna quand elle est désespérée, et à la fin elle est embrigadée par un médecin pour assister à des réunions religieuses.
Un jour, alors qu'Alexeï est au travail, il est invité à se rendre au cabinet du directeur où il entre en contact avec un collaborateur du FSB. Lors d'un entretien avec lui on lui propose d'« aider la science de son pays » en prenant part à une expérience secrète, comme cobaye. Avant de commencer les tests on lui demande : « Est-ce que tu aimes ta Patrie ? Est-tu prêt à accomplir l'exploit ? » Il prend part en fait à une expérience douteuse dont il ne comprend pas en quoi elle consiste, mais il accepte et signe un document par lequel il s'engage à ne pas divulguer d'information sur cette expérience.
En se rendant à une adresse que lui donne l'agent du FSB, il rencontre des voleurs de voitures au volant d'une Audi volée qui lui demandent où se trouve le Gnezdnikovski pereoulok. Il ne parvient pas à expliquer où se trouve cette rue et finit par s'embarquer dans la voiture pour leur montrer le chemin. Il ne trouve pas et les voleurs le relâchent n'importe où et s'en vont.
Les installations dans lesquelles l'expérience est menée permettent de créer l'illusion au sujet, que ses désirs les plus intimes sont réalisés, mais temporairement seulement, c'est-à-dire pour la durée de l'expérience, limitée à quelques minutes. Pour Alexeï, son désir secret est d'avoir un corps beau et musclé comme celui qu'il voit dans le miroir de l'appareil expérimental. Son propre corps  est gros, flasque, sans muscle et pas beau.
Après avoir terminé l'expérience, Alexeï n'a plus qu'une envie : ressentir à nouveau les sensations éprouvées lorsqu'il voyait son corps transformé. Il est prêt à tout pour y arriver : ne pas respecter son serment de confidentialité, échapper à la surveillance de l'agent du FSB, soudoyer un assistant du laboratoire, trouver et persuader le médecin de refaire l'expérience… Il finit par y arriver et retrouve le laboratoire où il attend le docteur. Ce dernier, un peu ivre « après une dure journée de travail » part sur un long monologue sur l'essence de l'existence, sur l'homme en général et sur Alexeï en particulier. Mais il ne veut pas répéter l'expérience, arguant du risque de dépasser la dose et de provoquer des conséquences néfastes. Alexeï ne veut rien entendre et insiste  lourdement. Le docteur finit par céder et recommence l'expérience.

## Fiche technique
- Réalisation : Sergueï Loban
- Scénario : Marina Patapova
- Directeur de la photographie : Dmitri Model
- Directeur artistique : Alexeï Levine
- Musique : Pavel Chevtchenko
- Producteur : Mikhaïl Sinev
- Budget : 3 000 $

## Distribution

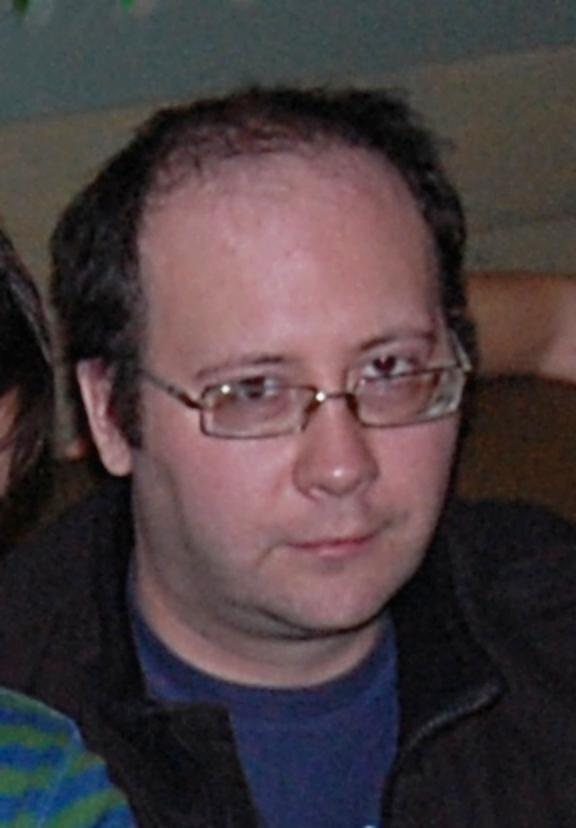
L'acteur principal : Alexeï Podolski.

- Alexeï Podolski : Alexeï Viktorovitch Sergueïev
- Piotr Mamonov : le professeur Pouchkar
- Nina Elisova : la grand-mère
- Oleg Novikov : le laborantin
- Larissa Piatniskaïa : la psychologue

## Caractéristiques artistiques
Le film est tourné avec une caméra de genre documentaire qui se déplace avec le personnage  au cœur de l'action. Les détails de la vie courante sont filmés en gros plan, et cela transforme des objets sans importance en symboles reconnaissables d'une époque. La caméra détaille aussi les visages de tous les personnages. L'opérateur exécute aussi des raccourcis inattendus (des vues de dessus par exemple).

## Critique
Poussière est réalisé dans un style hyperréaliste, avec un budget dérisoire.
Le film raconte une histoire improbable mais filmée comme un reportage. L'approche documentarisante devient un procédé visuel essentiel chez les jeunes réalisateurs russes note l'historienne russe du cinéma Katerina Souverina. Cette dernière cite Mark Lipovetsky qui voit dans Poussière un contrepoint ironique au « mainstream » culturel du moment. À ce propos, il remarque que dans le film le héros échoue à deux reprises dans ses explications pour trouver le Gnezdnikovski pereoulok. Or c'est la rue ou se situe Goskino, la grande société de production russe, qui n'a précisément pas financé le film.

## Prix et récompenses
- 2005 : «КИНОТЕАТР.DOC 2005» — Prix spécial du festival
- 2005 : Festival international du film de Moscou 2005 Prix de la critique à Sergueï Loban

## Tournage
- La première du film a eu lieu le 14 juillet 2005 au cinéma 35 mm[1], alors que le tournage s'était déroulée en 2001. Les raisons du retard sont inconnues.
- Le personnage joué par Piotr Mamonov est appelé Dmitri Pouchkar, nom du médecin qui a prêté les locaux de son laboratoire pour le film[4].
- Dans l'épisode assez court sur la secte des Témoins de Jéhovah, un jeune réalisateur franco-suisse Jean Ehret joue un rôle dans le film.